# Aphnaeus aestivus
Aphnaeus aestivus är en fjärilsart som beskrevs av Swinhoe 1886. Aphnaeus aestivus ingår i släktet Aphnaeus och familjen juvelvingar. Inga underarter finns listade i Catalogue of Life.